# Andrzej Krzysztofik
Andrzej Krzysztofik (ur. 21 listopada 1948) – muzyk, gitarzysta i wokalista, były członek zespołu 2 plus 1.

## Życiorys
Jest synem Zygmunta (1914–1983), dyrektora stadniny ogierów w Białym Borze, organizatora wczasów „w siodle” dla cudzoziemców, i Bogumiły z Donimirskich (1919–1969). Po matce jest wnukiem ziemianina i działacza narodowego Witolda Donimirskiego. Zanim rozpoczął działalność muzyczną, uprawiał jazdę konną. W 1961 roku (jako 12-latek) został Mistrzem Polski juniorów w zawodach jeździeckich.
Pod koniec lat 60. występował z różnymi zespołami. Trafił później do klubu ZAKR, gdzie poznał Janusza Kruka i Elżbietę Dmoch. W latach 1971–1976 był członkiem zespołu 2 plus 1, z którym wylansował takie przeboje jak „Chodź, pomaluj mój świat” czy „Wstawaj, szkoda dnia”. Pod koniec lat 70. wyjechał na stałe do Australii. Janusza Kruka poznał w 1970 w klubie na MDM, dołączając wówczas do zreformowanego zespołu Warszawskie Kuranty. Zespół grał przez 3 miesiące na Wybrzeżu, z Andrzejem Wójcikiem (perkusja) i Markiem Cieszewskim (wokal). Zespół rozpadł się po powrocie do Warszawy. Andrzej Krzysztofik następnie grał z Grupą Bluesową Stodoła. Tuż przed Opolem 1971 został ponownie zwerbowany przez Janusza Kruka do tworzącego się 2 plus 1 (Eliza Grochowiecka / Andrzej Rybiński / J. Kruk / E. Dmoch). Po festiwalu Rybiński i Grochowiecka opuścili 2 plus 1 i Krzysztofik został tym 'trzecim'. Grał na gitarze basowej.